# Blechnum nudum
Blechnum nudum là một loài dương xỉ trong họ Blechnaceae. Loài này được Labill. Luerss. mô tả khoa học đầu tiên.

## Hình ảnh

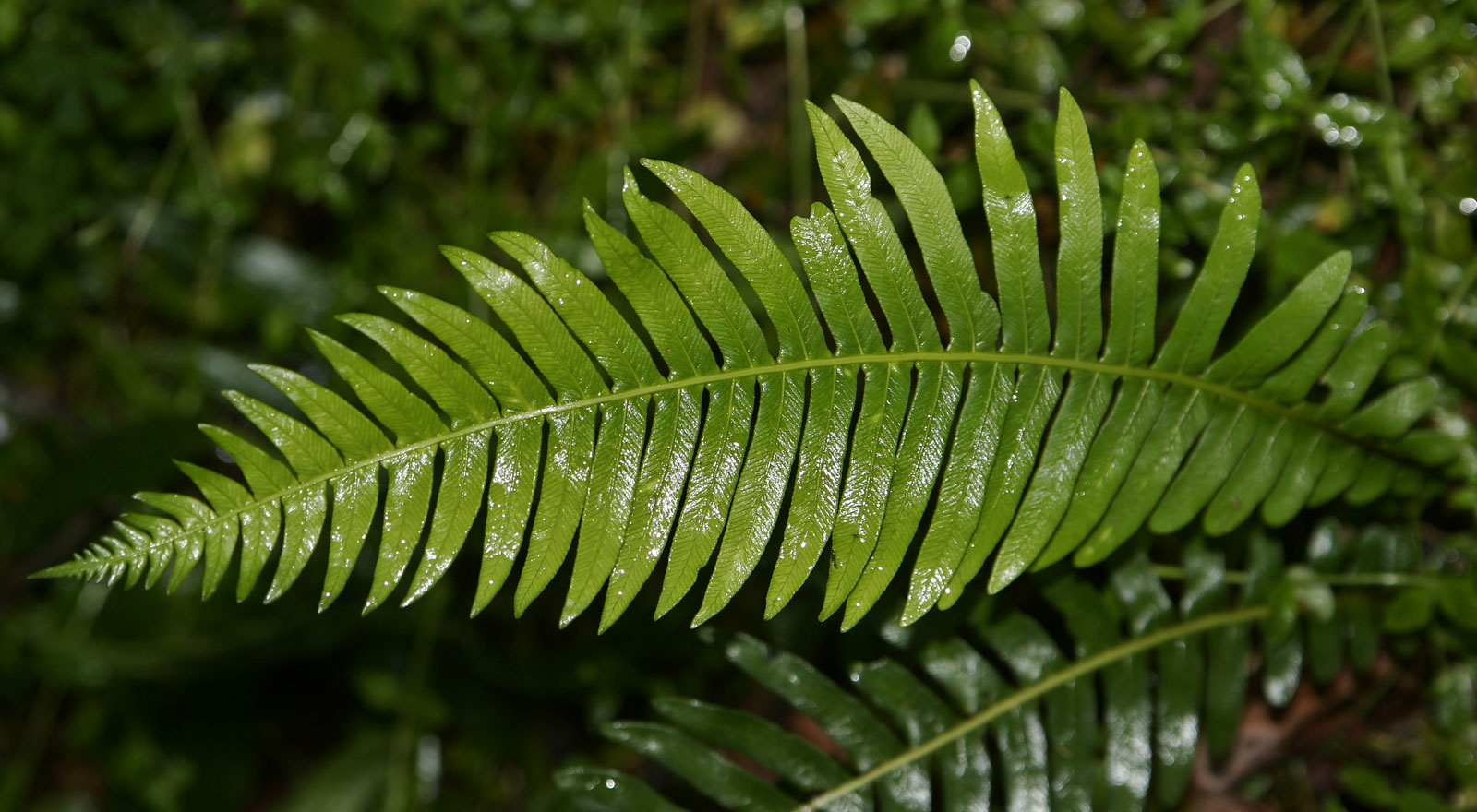
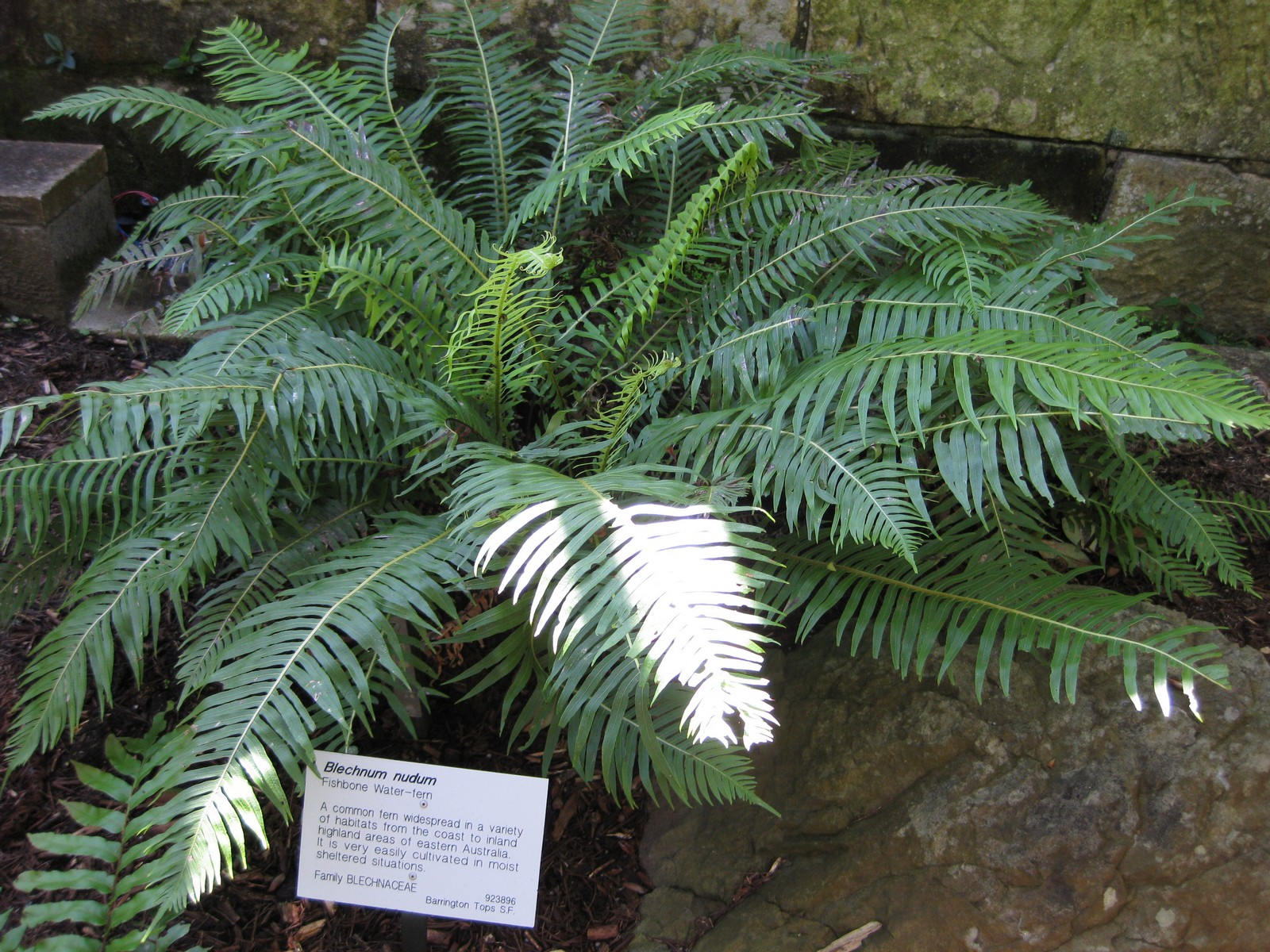
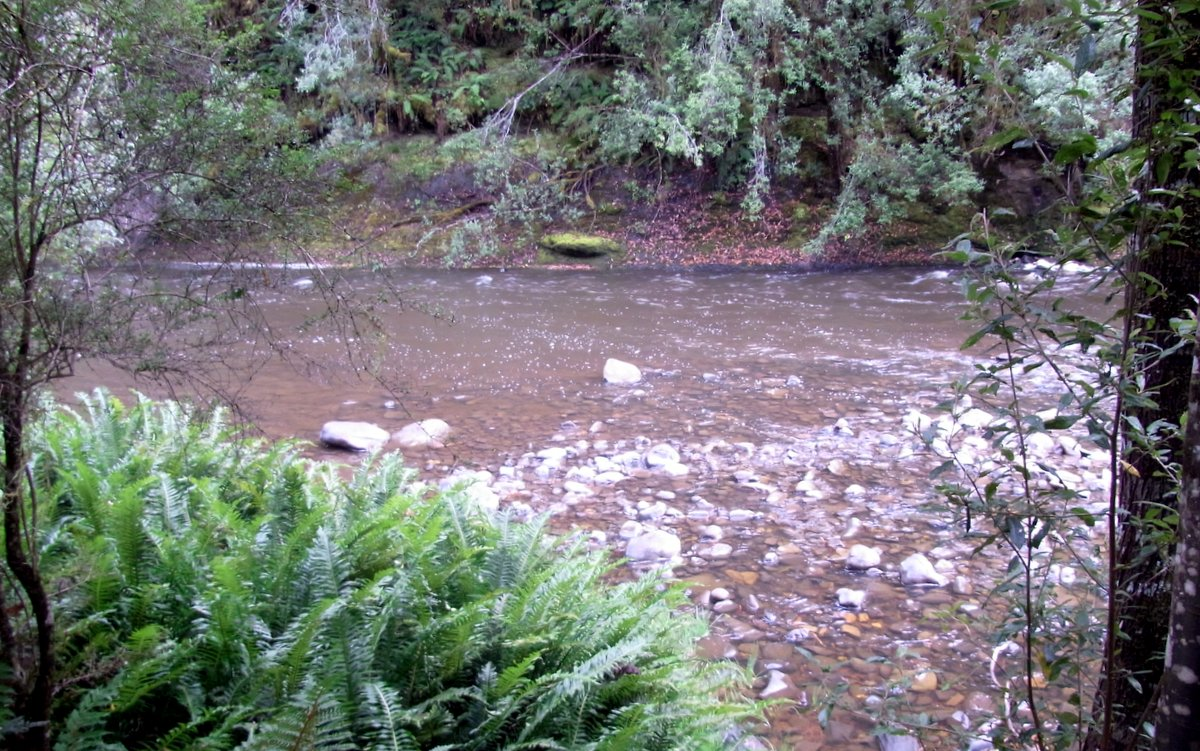